# Cuphea flavisetula
Cuphea flavisetula är en fackelblomsväxtart som beskrevs av Bacigal.. Cuphea flavisetula ingår i släktet blossblommor, och familjen fackelblomsväxter. Inga underarter finns listade i Catalogue of Life.